# Qinngorput

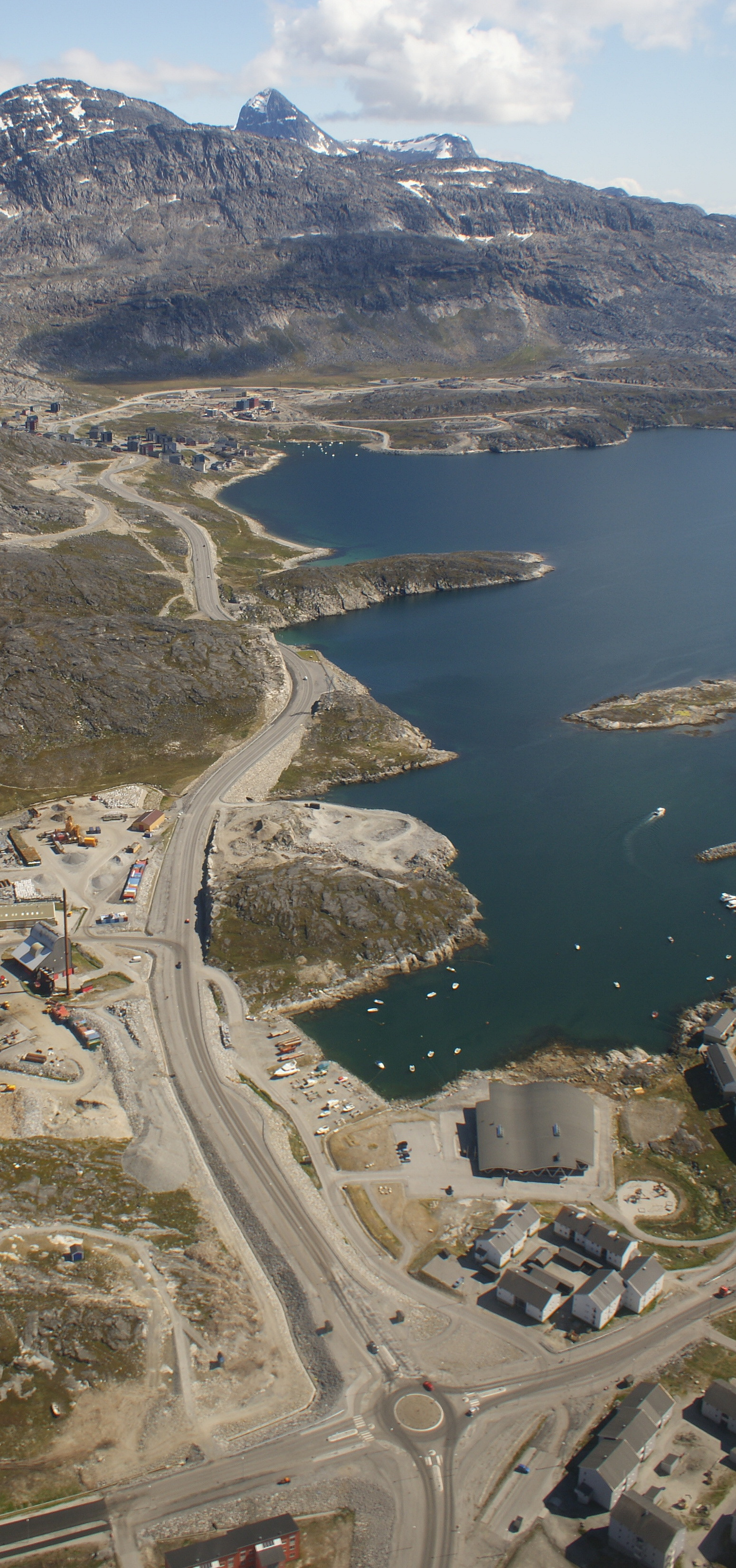
De weg naar Qinngorput

Qinngorput is een buitenwijk van de Groenlandse hoofdstad Nuuk ten zuiden van vliegveld van Nuuk.

## Geschiedenis
Het Qinngorput-gebied was een populaire camping en jaaggebied gedurende vele jaren voordat het in 2005 werd opgenomen bij Nuuk. Het is de meest recente wijk die opgenomen is bij de stad en trekt jongeren aan en legt de nadruk op gezinnen met schoolgaande kinderen. Dit komt tot uiting in de demografie, want de wijk heeft gemiddeld de jongste bevolking van alle districten. Wanneer het gebied klaar is, bestaat het uit 1.200 appartementen met een geplande, potentiële capaciteit van 10.000 inwoners, indien nodig. 
De overgrote meerderheid van de woningen in de wijk is in particulier bezit. De nabijgelegen Nuussuaq-wijk werd eveneens doelbewust gebouwd in de late jaren 1980 met het oog op het minimaliseren van de extra stadskosten, als gevolg van infrastructurele investeringen, zoals sanitair, elektriciteitsnetten, en communicatie.

## Transport
De wijk is verbonden met de stad door middel van twee wegen: de oude uit 2001, via de luchthaven en het natuurinstituut, en de nieuwe uit 2008. De afstand over de weg tot het centrum is circa 8,5 kilometer, resp. circa 5,5 kilometer. 
De wijk is per openbaar vervoer te bereiken met Nuup Bussii lijn 1 en 3.